# SN 2004dx
SN 2004dx – supernowa typu Ic odkryta 19 sierpnia 2004 roku w galaktyce M+07-37-36. W momencie odkrycia miała maksymalną jasność 18,10m.